# Виробництво на замовлення

### Виробництво на замовлення
(МТО; англ. - Make-to-order) - виробнича стратегія бізнесу, яка  дозволяє споживачам купувати продукти, пристосовані до їх специфікацій. Це виробнича техніка, в якій виробники починають виробляти продукт тільки після того, як клієнт розміщує на нього замовлення, створюючи додатковий час очікування для отримання споживача продукту, але забезпечуючи більш гнучке налаштування порівняно з покупкою безпосередньо з полиць роздрібних продавців.

## Етимологія
Поняття «Виготовлення на замовлення» є типовою ситуацією, варіанта рішення, коли обсяги виробництва відносно невеликий по відношенню до кількості різних варіантів готової продукції. У таких випадках інвентаризація готової продукції неможлива: наявність усіх можливих продуктів на складі потребуватиме великого пов'язаного капіталу та призведе до високих витрат. Навіть складські приміщення можуть бути обмежуючим фактором.
Логістична стратегія «Виробництво на замовлення» історично бере початок від звичайного «на замовлення» Особливе значення вперше наводиться з 1583 року і дано в Оксфордський словник англійської мови: "говорити за, домовлятися, займатися заздалегідь:" замовляти "(товари)." Прикметник "замовлений" означає "замовлений, замовлений, упорядкований" і вперше цитується з 1607 року. Слово на замовлення найбільш відомий своїми "багатовіковими стосунками" з виготовленням індивідуальних костюмів, але Оксфордський словник англійської мови також пов’язує це слово з взуттям у середині 1800-х років.

## Історія
Виробництво на замовлення існувало і існує у багатьох випадках, загальною рисою є «визнання результатів праці до початку» . У 1920 році розпочинається зародження науки про управління розподілом продукції за часом та місцем іі споживання. У 1960 році розробляються концепції системності управління логістичними процесами витратами та супутніми (інформаційними, сервісними) потоками
Є найстарішим стилем виконання замовлень та найбільш підходящим підходом, який використовується для високоспеціалізованих або малооб'ємних продуктів. MTO можна вважати виробничою системою Just in Time (JIT), оскільки компоненти або продукти доставляються тільки вчасно, коли потрібно скоротити витрачений час і підвищити ефективність.

## Автор
Д. М. Андерсон (англ. David M. Anderson) виділяє кілька різновидів виробництва на замовлення:
- при складанні на замовлення компоненти вже знаходяться на складі, замовлені заздалегідь відповідно до прогнозів маркетологів, і вироби швидко збираються з них. Цей підхід застосовується виробниками комп'ютерів (наприклад Деллом). Недоліком підходу є великі складські запаси та пов'язані з цим витрати на зберігання

- у найпростішому випадку замовлення матеріалів проводиться при надходженні замовлення, виробництво починається в міру надходження матеріалів та комплектуючих виробів. Це збігається з підходом ремісників, але застосовується і досі при виробництві унікального та дорогого обладнання (наприклад, для виробництва мікросхем). Андерсон характеризує цей варіант як «замовлення комплектуючих – очікування – збирання на замовлення»;

- «віртуальний» підхід, у якому продавець точно знає стан запасів на чужих складах, і може швидко отримати потрібну замовнику конфігурацію з однієї з них, користуючись цією інформацією.

## Сутність стратегії
Стратегія виробництва на замовлення означає, що фірма виробляє кінцевий продукт лише після того, як клієнт розмістив замовлення, створюючи додатковий час очікування для споживача, щоб отримати продукт, але дозволяючи більш гнучко налаштувати кінцевий продукт в порівнянні з покупкою безпосередньо в роздрібних торговців. 
Стратегія починається з того, що клієнт розміщує замовлення з обраними параметрами, які обирає самостійно або за допомогою менеджера, далі відбувається закупівля сировини (якщо її не має на складі) або початок виробництва за заданими умовами і коли товар остаточно готовий він відправляється клієнту.
Така стратегія використовується для продуктів, таких як спортивні автомобілі, ювелірні вироби, літаки, кораблі, автомобілі, медичне обладнання тощо.
За допомогою цієї стратегії клієнт отримує задоволення через те, що він отримав саме те, про що думав. Він отримає індивідуальний продукт, який налаштований під нього        

## Переваги
1. Зменшення витрат
Коли товар залишається непроданим, відбувається втрата не тільки матеріалів, використаних для їх виготовлення, а й грошей і праці , вкладених у їх виробництво. У MTO, оскільки продукція виготовляється після отримання замовлення клієнта і в зазначеній кількості, збитки зводяться до мінімуму.
2. Більша ефективність
Коли багато різних товарів виготовляється у великих масштабах, існує ризик неефективності, оскільки працівники та машини повинні дотримуватися різних правил. У стратегії виробництва на замовлення всі зусилля зосереджені на виготовленні продукту за специфікаціями замовника, тому працівники та машини мають тенденцію бути більш ефективними.
3. Можливість клієнту самостійно обирати (Великий ассортимент)
Оскільки виробляються та продаються лише індивідуальні товари, MTO пропонує більший асортимент продукції. Фактично, він надає клієнтам продукт саме таким, яким вони його хочуть. 

## Недоліки
1. Відсутність стабільності продажів на конкретний товар
Важко визначити, коли може виникнути попит на конкретний індивідуальний продукт. Отже, можуть бути періоди високих продажів і місяці, коли вони взагалі не продаються. Наприклад, попит на військову авіацію виникає під час ворожих міжнародних відносин, але такі ситуації неможливо передбачити заздалегідь.
2. Час очікування
Оскільки виробництво починається після отримання замовлення, потрібен час на виготовлення індивідуального продукту, тобто клієнт отримує замовлення не відразу.
3. Потреба в наявності сировини
Невизначеність попиту викликає необхідність утримувати достатню кількість сировини, щоб виробництво можна було розпочати відразу після отримання замовлення. Якщо сировина не готова, її закупівля та доставка кінцевого продукту замовнику займає більше часу.  

## Пов'язані стратегії

#### Розробка на замовлення (Engineer-to-order[en]- ETO) -
тип виробництва, коли продукт розробляється та виробляється після отримання замовлення. Використовуючи метод ETO, виробник може задовольнити точні вимоги свого клієнта. ETO ідеально підходить для виробників продуктів, які можна налаштувати, і часто вимагає тісного взаємодії з клієнтами на етапах проектування та виробництва.

#### Складання на замовлення (Assemble-to-order[en]- ATO ) -
виробнича стратегія, згідно з якою виробник накопичує деталі та запаси деталей і збирає деталі в кінцевий продукт, коли клієнт розміщує замовлення. Стратегія спирається на здатність компанії швидко зібрати та доставити товари. 

#### Виробництво складу (Make-to-stock[en]- MTS) -
традиційна виробнича стратегія, яка використовується підприємствами для узгодження запасів із очікуваним споживчим попитом. Замість того, щоб встановлювати рівень виробництва і потім намагатися продати товари, компанія, яка використовує МТС, оцінює, скільки замовлень може створити її продукція, а потім постачає достатньо запасів для виконання цих замовлень.

## Приклад сучасного використання стратегії
Як приклад можна навести деякі меблеві компанії, які пропонують обирати комплектацію, надаючи безліч варіантів різних компонентів або функцій. Ця гнучкість може включати різні тканини, ніжки меблів або предмети, які поєднуються в численних конфігураціях. Крім того, виробники модульних будинків використовують модель масового налаштування, дозволяючи клієнтам вносити зміни до базового пакету, який пропонується компанією, тим самим даючи змогу клієнту створити будинок, який задовільнить його запит.
Прикладом бізнесу, який використовує таку стратегію є Dell Computers. Клієнти можуть замовити повністю налаштований комп’ютер та отримати його через певний проміжок часу.